# Jan z Neapolu
Jan z Neapolu (zm. 432 w Neapolu) – święty katolicki, biskup.
Święty Jan z Neapolu był biskupem Neapolu. Zmarł odprawiając mszę w czasie uroczystości wielkanocnych, przy udziale neofitów, w ostatni dzień Triduum Paschalnego. Pochowany w Niedzielę Zmartwychwstania Pańskiego.
Wspomnienie liturgiczne obchodzone jest  3 kwietnia.